# Rosie (filme)
Rosie é um filme de drama franco-belga de 1998 dirigido e escrito por Patrice Toye. 
Foi selecionado como representante da Bélgica à edição do Oscar 1999, organizada pela Academia de Artes e Ciências Cinematográficas.

## Elenco
- Aranka Coppens - Rosie
- Sara de Roo - Irene
- Dirk Roofthooft - Bernard
- Joost Wijnant - Jimi